# 湯前良人
湯前 良人（ゆのまえ よしと、1977年4月7日 - ）は、地方競馬の笠松競馬場水野善太厩舎所属に所属していた元騎手・調教師である。勝負服の柄は胴白・黒二本輪、袖黒。大阪府出身、身長157cm、体重49kg、血液型O型。

## 来歴
1998年9月29日付けで地方競馬騎手免許を取得。同年9月30日第11回笠松競馬1日目第5競走サラ系C3組ヘ一般戦イワノハリマで初騎乗（9頭立て9番人気4着）。同年11月27日第14回笠松競馬6日目第5競走サラ系C2組チ一般戦をエンペラーキャップで優勝（10頭立て3番人気）し、初勝利。
2006年2月25日第1回阪神競馬1日目第6競走3歳500万下でモエレソシアルに騎乗（16頭立て16番人気14着）し、中央競馬初騎乗。同年地方競馬通算100勝達成。
2010年2月26日第20回笠松競馬6日目第3競走サラ系3歳14組一般戦をトーセンアマテラスで優勝（9頭立て1番人気）し、地方競馬通算200勝達成。
2014年4月1日後藤保厩舎から水野善太厩舎に所属変更。
2016年7月13日、地方競馬の調教師・騎手合格者が発表され、調教師試験に合格。2016年8月1日付けで調教師に転身する。
2021年4月21日、笠松競馬所属の騎手や調教師らによる馬券購入が発覚した問題で競馬関与停止2年の処分を受け、同日付で調教師免許を取り消された。
騎手としての通算成績は、地方4863戦347勝、2着460回、3着497回（勝率7.1%・連対率16.6%）。中央競馬1戦0勝。